# Oleksandrivka, Berezivka
Oleksandrivka (în ucraineană Олександрівка) este un sat în comunei Kurisove din raionul Berezivka, regiunea Odesa, Ucraina.

## Demografie
Componența lingvistică a localității Oleksandrivka
     Ucraineană (95,05%)
     Rusă (2,8%)
     Română (1,94%)
     Alte limbi (0,22%)
Conform recensământului din 2001, majoritatea populației localității Oleksandrivka era vorbitoare de ucraineană (95,05%), existând în minoritate și vorbitori de rusă (2,8%) și română (1,94%).